# Disislavići
Disislavići, hrvatski plemićki obitelj rod i obitelj iz plemena Mogorovića, koji je u srednjem vijeku nastanjivao prostor nekadašnje Ličke županije. Nosili su pridjevak Ostrovički, prema kaštelu i posjedu Ostrovici u Lici.
Osnivač roda je bio lički župan Disislav Mogorović († prije 1334.). Njegov sin Petar Disislavić († prije 1349.) dobio je na upravu Karlobag od svojih rođaka Kurjakovića, čiji je bio izaslanik u Ninu 1346. godine. Imao je brata, župana Kurjaka Disislavića, koji je zajedno s Petrovim sinovima, županom Grgurom, Ivanom i kraljevskim vitezom i piscem Novakom kupio 1349. godine više posjeda u Lici. Iste je godine Veliko vijeće grada Splita izabralo Kurjaka za gradskog kneza.
Godine 1351. kralj Ludovik I. Anžuvinac je poklonio braći Disislavićima njihova imanja u Lici i darovao im neka nova. Nisu poznati Grgurovi potomci, a o Ivanovim se sačuvao samo spomen na njegove sinove Ivanka, Petra, Jakova i Grgura, koji su 1420. godine prodali Ostrovicu knezu Nikoli IV. Franakapanu Krčkom. Od Novakovih sinova potječe plemićka obitelj Novaković.

## Vanjske poveznice
- Disislavić Hrvatska enciklopedija